# Анхуйска кабарга
Анхуйска кабарга (Moschus anhuiensis) е вид бозайник от семейство Кабаргови (Moschidae). Видът е застрашен от изчезване.

## Разпространение и местообитание
Разпространен е в Китай.